# Vol 780 de Cathay Pacific
El vol 780 de Cathay Pacific fou un vol amb origen a l'Aeroport Internacional Juanda (Indonèsia) i destinació a l'Aeroport Internacional de Hong Kong que patí un incident el 13 d'abril del 2010. Portava 309 passatgers i 13 tripulants. Quan el vol 780 ja s'acostava a Hong Kong, els pilots es trobaren amb la impossibilitat de canviar l'empenyiment que oferien els motors. L'avió, un Airbus A330-342, aterrà gairebé al doble de la velocitat normal i sofrí danys de poca importància. Els 57 passatgers ferits es feren mal durant la posterior evacuació pels tobogans i un d'ells quedà ferit greu.
La causa de l'accident fou la contaminació del combustible carregat a Indonèsia, que havia anat danyant els dos motors de l'avió durant el vol.
Els dos pilots australians del vol, el capità Malcolm Waters i el copilot David Hayhoe, que aconseguiren aterrar de manera segura malgrat les circumstàncies tan difícils, han estat comparats amb Chesley Sullenberger i Jeffrey Skiles, els pilots del vol 1549 de US Airways. El març del 2014, tots dos foren guardonats amb el Premi Polaris de la Federació Internacional d'Associacions de Pilots de Línies Aèries pel seu heroisme i la seva habilitat.